# Fasces

Fasces

Fasces (česky též liktorský svazek nebo liktorské pruty) byl symbolem římské moci (impérium) a práva. Je to svazek dvanácti prutů obepínající sekeru. Nositel fasces byl římský magistratus (aedil, praetor, konzul, prokonzul…). Úředník měl právo uložit tělesný trest (symbolizován pruty), trest smrti byl symbolizován sekerou. Fasces nesli před úředníkem tzv. liktoři. Byli to zpravidla propuštění otroci, kteří nyní sloužili římské moci. Počet liktorů na jednoho úředníka byl většinou kolem dvanácti, což právě dle tradice symbolizuje počet prutů.

## Historie
Fasces pocházejí pravděpodobně již z doby Etrusků (zhruba od 8. stol. př. n. l.), jako jeden ze symbolů královské moci (mj. zlatá čelenka, purpurový plášť, žezlo, …). V novověku se začal používat po americké válce za nezávislost a velké francouzské revoluci. Ve 20. letech 20. století začali symbol používat italští fašisté. V současnosti se fasces obsahují státní znaky Ekvádoru, Kamerunu, Kuby a neoficiální státní znak Francie. Zobrazení fasces se také objevuje na žezle Právnické fakulty Univerzity Karlovy. Tyto symboly jsou také vyobrazeny za pódiem Sněmovny reprezentantů v USA a to mezi sloupy, každý po jedné straně statní vlajky.

## Symbolika v českých zemích
V českých zemích se symbolika spojených prutů pojí s legendou o spojených prutech velkomoravského knížete Svatopluka I. a jeho tří synů Svatopluka II., Mojmíra II. a Predslava. V 19. století byl symbol hojně užíván jako znak národní jednoty. V době první světové války se symbol spojených prutů objevil ve znaku Československé národní rady v Paříži. Po roce 1918 se znak spojených prutů objevil v symbolice Národní obce fašistické a po roce 1938 v symbolice Strany národní jednoty.

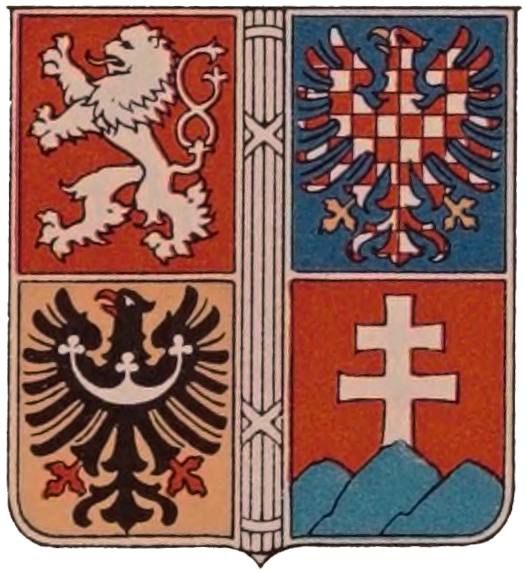
Znak Československé národní rady
Znak Národní obce fašistické

## Galerie

Pečeť Senátu Spojených států amerických
Ekvádorský státní znak
Kamerunský státní znak
Kubánský státní znak
Panamský státní znak
Vlajka kantonu St. Gallen ve Švýcarsku
Znak kantonu St. Gallen ve Švýcarsku
Venezuelský státní znak (1830–1836)